# フランクーレ
フランクーレ（仏: Francoulès）は、フランス南西部のロット県に属するコミューン。

## 地理
県の中央部、県都のカオールから北へ12km、小郡の中心地であるカテュから東へ12kmのところにある。草地のところどころに民家が点在し、メインストリートが北西から南東へ通っている。近くには幹線道路A20のインターチェンジもあり、交通の便はよい。

## 行政
- 市長：ジャン＝リュック・ギルモット（Jean-Luc Guillemot、2008年5月から）
- 前市長：エネ・ボイ（Inès Boye、2001年3月から2008年）

## 人口の推移
| 1962年 | 1968年 | 1975年 | 1982年 | 1990年 | 1999年 | 2006年 | 2007年 |
| ------ | ------ | ------ | ------ | ------ | ------ | ------ | ------ |
| 214    | 223    | 184    | 155    | 183    | 213    | 211    | 216    |

INSEEより。